# Conco
Conco (cimbro dialektusban Kunken) község Észak-Olaszországban, Veneto régióban, Vicenza megyében, Vicenzától kb. 30 km-re északkeletre. Lakosainak száma 2128 fő (2018. január 1.). Conco Asiago, Lusiana, Bassano del Grappa, Campolongo sul Brenta, Marostica és Valstagna községekkel határos.
Ahhoz a hét községhez tartozik, amely a német eredetű cimbro nyelvjárás nyelvszigetét alkotja.

## Népesség
A település népességének változása:

| 2017 | 2 143 |
| 2018 | 2 128 |